# Sisymbrium volgense
Sisymbrium volgense là một loài thực vật có hoa trong họ Cải. Loài này được M.Bieb. ex E.Fourn. miêu tả khoa học đầu tiên năm 1865.